# David Tattersall
David Andrew Tattersall, född 14 november 1960 i Barrow-in-Furness i Lancashire (numera i Cumbria), är en brittisk filmfotograf. Han är bland annat känd för att ha arbetat med CGI-drivna filmer med stor budget, såsom filmerna på prequeltrilogin i Star Wars-serien. Han är medlem i British Society of Cinematographers (BSC) och har varit aktiv sedan mitten av 1980-talet.
David Tattersall är utbildad inom visuell konst och filmproduktion. Han studerade först vid Barrow-in-Furness Grammar School for Boys, och fortsatte sedan sina studier på Goldsmiths College i London, där han avlade en kandidatexamen (BA) i skön konst (Fine Arts). Han fortsatte därefter sin utbildning med att studera vid National Film and Television School i Beaconsfield i Buckinghamshire, som är en av Storbritanniens mest ansedda filmhögskolor.

## Filmografi (i urval)

### Filmer
| År   | Titel                                      | Regissör           | Noter             |
| ---- | ------------------------------------------ | ------------------ | ----------------- |
| 1994 | Radioland Murders                          | Mel Smith          |                   |
| 1995 | Theodore Rex                               | Jonathan R. Beutel |                   |
| 1996 | Moll Flanders                              | Pen Densham        |                   |
| 1996 | Det susar i säven                          | Terry Jones        |                   |
| 1997 | Con Air                                    | Simon West         |                   |
| 1998 | Soldier                                    | Paul W.S. Anderson |                   |
| 1999 | Star Wars: Episod I – Det mörka hotet      | George Lucas       |                   |
| 1999 | Vad hände med Harold Smith?                | Peter Hewitt       |                   |
| 1999 | Den gröna milen                            | Frank Darabont     |                   |
| 2000 | Vertical Limit                             | Martin Campbell    |                   |
| 2001 | The Majestic                               | Frank Darabont     |                   |
| 2002 | Die Another Day                            | Lee Tamahori       |                   |
| 2002 | Star Wars: Episod II – Klonerna anfaller   | George Lucas       |                   |
| 2003 | Lara Croft Tomb Raider: The Cradle of Life | Jan de Bont        |                   |
| 2005 | Matador                                    | Richard Shepard    |                   |
| 2005 | xXx 2 – The Next Level                     | Lee Tamahori       |                   |
| 2005 | Star Wars: Episod III – Mörkrets hämnd     | George Lucas       |                   |
| 2006 | Zoom                                       | Peter Hewitt       |                   |
| 2007 | Next                                       | Lee Tamahori       |                   |
| 2007 | The Hunting Party                          | Richard Shepard    |                   |
| 2008 | Speed Racer                                | Syskonen Wachowski |                   |
| 2008 | The Day the Earth Stood Still              | Scott Derrickson   |                   |
| 2010 | Tooth Fairy                                | Michael Lembeck    |                   |
| 2010 | Gullivers resor                            | Rob Letterman      |                   |
| 2011 | Seeking Justice                            | Roger Donaldson    |                   |
| 2012 | Journey to the Mysterious Island           | Brad Peyton        |                   |
| 2013 | Paranoia                                   | Robert Luketic     |                   |
| 2013 | Romeo & Juliet                             | Carlo Carlei       |                   |
| 2014 | Den engelska romantikern                   | Tom Vaughan        |                   |
| 2015 | The Longest Ride                           | George Tillman Jr. |                   |
| 2017 | Death Note                                 | Adam Wingard       |                   |
| 2017 | The Foreigner                              | Martin Campbell    |                   |
| 2021 | The Hitman's Apprentice                    | Martin Campbell    |                   |
| 2022 | Memory                                     | Martin Campbell    |                   |
| 2023 | Big George Foreman                         | George Tillman Jr. | Med John Matysiak |
| 2024 | Dirty Angels                               | Martin Campbell    |                   |

### TV-serier
| År        | Titel                      | Regissör | Noter                     |
| --------- | -------------------------- | --- | ------------------------- |
| 1992–1999 | Indiana Jones äventyr      | Jim O'Brien Carl Schultz Rene Manzor Simon Wincer Vic Armstrong Terry Jones Nicolas Roeg Gillies MacKinnon Mike Newell Robert Young Dick Maas | 21 avsnitt                |
| 2010      | The Walking Dead           | Frank Darabont | Avsnittet "Days Gone Bye" |
| 2013      | Mob City                   | Frank Darabont | 3 avsnitt                 |
| 2016      | Outcast                    | Adam Wingard Howard Deutch Craig Zobel | 5 avsnitt                 |
| 2024      | Interview with the Vampire | Levan Akin | 2 avsnitt                 |